# Shaunavon
Shaunavon è un comune del Canada, situato nella provincia del Saskatchewan, nella divisione No. 4.